# 1698 au théâtre
| Années du théâtre : 1695 - 1696 - 1697 - 1698 - 1699 - 1700 - 1701    |
| Décennies du théâtre : 1660 - 1670 - 1680 - 1690 - 1700 - 1710 - 1720 |

## Événements
- mars : l'évêque anglais Jeremy Collier publie à Londres Short View of the Immorality and Profaneness of the English Stage [Coup d'œil sur l'immoralité du théâtre anglais], un pamphlet où il attaque les auteurs des pièces de la comédie de la Restauration anglaise, comédies écrites et jouées depuis la Restauration anglaise en 1660 jusqu'au début du XVIIIe siècle ; il attaque particulièrement William Wycherley, John Dryden, William Congreve, John Vanbrugh, et Thomas d'Urfey, qu'il accuse d'impiété, de blasphème, d'indécence et de saper la moralité publique en présentant le vice sous un aspect sympathique. Son pamphlet confirme un changement dans le goût du public qui s'éloigne de la comédie spirituelle et érotique, et qui va accueillir favorablement le drame, au sentiment net et à la morale exemplaire[1].
- Charles-Claude Genest, homme d'Église, poète et auteur dramatique, est reçu membre de l'Académie française.

## Pièces de théâtre publiées
- Nicolo di Castelli publie à Leipzig la première traduction en italien des pièces de Molière en 4 volumes.
- John Lacy, Sauny the Scot, or The Taming of the Shrew, Londres, Elizabeth Whitlock : cette comédie en quatre actes, jouée au Théâtre de Drury Lane en 1667, est une version en prose de la comédie de William Shakespeare, La Mégère apprivoisée.
- Jean-Baptiste Rousseau, Le Flatteur, comédie, Paris, Claude Barbin En ligne sur Gallica.

## Pièces de théâtre représentées
- 18 janvier : Manlius Capitolinus, tragédie d'Antoine de La Fosse, Paris, Comédie-Française.
- mai - juin : Fatal Friendship, tragédie de Catharine Trotter, Londres, théâtre de Lincoln's Inn Fields.
- 4 octobre : Le Curieux de Compiègne de Dancourt, Paris, Comédie-Française.
- 15 octobre : Clucht-wyse comedie vande Mahometaensche slavinne Sultana Bacherach de Cornelis de Bie, Lierre en Flandre.
- 29 octobre : Le Mari retrouvé de Dancourt, Paris, Comédie-Française.
- octobre : Myrtil et Mélicerte, pastorale héroïque en trois actes de Nicolas Guérin d'Estriché à Fontainebleau devant la cour ; c'est une refonte en vers libres de la comédie Mélicerte dont Molière et ses camarades avaient présenté une ébauche à Saint-Germain-en-Laye en décembre 1666.
- The Italian Husband, tragédie d'Edward Ravenscroft, Londres, théâtre de Lincoln's Inn Fields.
- Caligula, tragédie en vers de John Crowne, Londres, Théâtre de Drury Lane ; lors d'une représentation à laquelle assiste la princesse Anne, la chanteuse Mary Linsdey (en) interprète une chanson composée par Richard Leveridge (en)[2].
- Les Empiriques, comédie de David Augustin de Brueys.
- Queen Catharine, or, The Ruines of Love, tragédie de Mary Pix (épilogue écrit par Catharine Trotter), Londres, théâtre de Lincoln's Inn Fields.

## Naissances
- 5 février : Germain François Poullain de Saint-Foix, dramaturge français, mort le 25 août 1776.
- 10 mai : François Parfaict, dramaturge et historien du théâtre français, mort le 25 octobre 1753.
- octobre : Pierre Gallet, chansonnier, goguettier et auteur dramatique français, mort le 30 juin 1757.

## Décès
- 14 janvier : Jacques Pradon (dit parfois Nicolas Pradon), dramaturge français, né en 1644.
- 15 mai : Marie Desmares, dite Mademoiselle de Champmeslé, actrice et tragédienne française, née le 18 février 1642.
- 22 juillet : Claude Boyer, auteur dramatique, apologiste et poète français, né en 1618.
- 3 septembre : Robert Howard, homme politique anglais et dramaturge, né en janvier 1626.